# Vaneč
Vaneč (s předložkou 2. pád do Vanče, 6. pád ve Vanči, do roku 1880 Vanec, do roku 1918 Vanč; německy Wantsch) je vesnice, místní část Pyšela. Ve vesnici žije 79 obyvatel.

## Geografická charakteristika
Katastrální území Vanče leží na východě Kraje Vysočina v okrese Třebíč. Na severu sousedí s Kamennou a Tasovem, na východě s Čikovem, na jihu se Zahrádkou a na západě s Pyšelem.
Vaneč se rozkládá asi 2 km na severovýchod od Pyšela. S ním je spojen silnicí č. III/3923, která dál pokračuje k Tasovu, kde se spojuje se silnicí č. II/392. Nadmořská výška vesnice se pohybuje kolem 385 m n. m. Samo území obce dosahuje nejvýše na západě v trati Horní berany (460 m n. m.), jejíž lesní částí v údolí protéká potok Podkovák, napájející cestou rybník Podkova. Naopak na opačné straně území obce se území od údolí řeky zvedá do výše 432 m n. m. v polní trati U kříže na severu. Od severu k jihovýchodu protéká územím Vanče i vlastní vesnicí řeka Oslava; při řece je Vanečský (Dobrovolného) mlýn. Větší část zástavby vesnice je na pravé straně řeky, na levé straně býval hospodářský dvůr.

## Název
V nejstarších dokladech (ze 13.-15. století) je podoba Ejvaneč nebo Evaneč. Toto místní jméno původně mužského rodu bylo odvozeno od osobního jména Ejvanek nebo Ejvanec, což byly domácké podoby jména Ejvan, varianty jména Ivan. Význam místního jména tedy byl "Ejvankův/Ejvancův majetek". Zkrácená podoba Vaneč (která vznikla přehodnocením např. spojení v Evanči > ve Vanči) je doložena od 16. století, z nepřímých pádů (Vanče, Vanči) vznikl nový první pád Vanč, který se z hovorového jazyka v 17. století (nejprve v němčině - Wantsch) dostal i do úředních zápisů.

## Historie
První písemná zmínka o Vanči pochází z roku 1104. V obci byl v roce 1924 založen spolek Domovina.
Z hlediska územní správy byla Vaneč v letech 1869–1880 pod názvem Vanec osadou obce Pýšelec v okrese Třebíč, v roce 1890 pod názvem Vanč osadou obce Pyšelo, v letech 1900–1930 jako obec v tomtéž okrese, v roce 1950 pak v okrese Velká Bíteš, a konečně od roku 1961 opět v okrese Třebíč.
| Rok            | 1869 | 1880 | 1890 | 1900 | 1910 | 1921 | 1930 | 1950 | 1961 | 1970 | 1980 | 1991 | 2001 |
| -------------- | ---- | ---- | ---- | ---- | ---- | ---- | ---- | ---- | ---- | ---- | ---- | ---- | ---- |
| Počet obyvatel | 138  | 144  | 146  | 118  | 108  | 121  | 122  | 107  | 110  | 94   | 90   | 78   | 79   |

## Pamětihodnosti
- zvonička
- zaniklá tvrz[7] na pravém břehu Oslavy. V prostoru statku čp. 11 se nachází podzemní chodba.[8]